# Urval
Urval là một xã, nằm ở tỉnh Dordogne vùng Aquitaine của Pháp. Xã này có diện tích 13,38 km², dân số năm 1999 là 163 người. Xã nằm ở khu vực có độ cao trung bình 64 m trên mực nước biển.

## Hành chính
| Danh sách các xã trưởng                |             |               |                  |         |
| Giai đoạn                              | Giai đoạn   | Tên           | Đảng             | Tư cách |
| tháng 3 năm 1983                       | mars 2001   | Henri Lepers  | -                | -       |
| tháng 3 năm 2001                       | đương nhiệm | Roland Kupcic | không chính thức |         |
| Tất cả các dữ liệu trước đây không rõ. |             |               |                  |         |

## Thông tin nhân khẩu
| Năm | 1962 | 1968 | 1975 | 1982 | 1990 | 1999 |
| --- | ---- | ---- | ---- | ---- | ---- | ---- |
| Dân số | 149  | 159  | 109  | 121  | 123  | 163  |
| From the year 1962 on: No double counting—residents of multiple communes (e.g. students and military personnel) are counted only once. |      |      |      |      |      |      |